# Andrew Skene
Andrew Skene (1784–1835) est un avocat écossais qui devient solliciteur général pour l'Écosse.

## Biographie

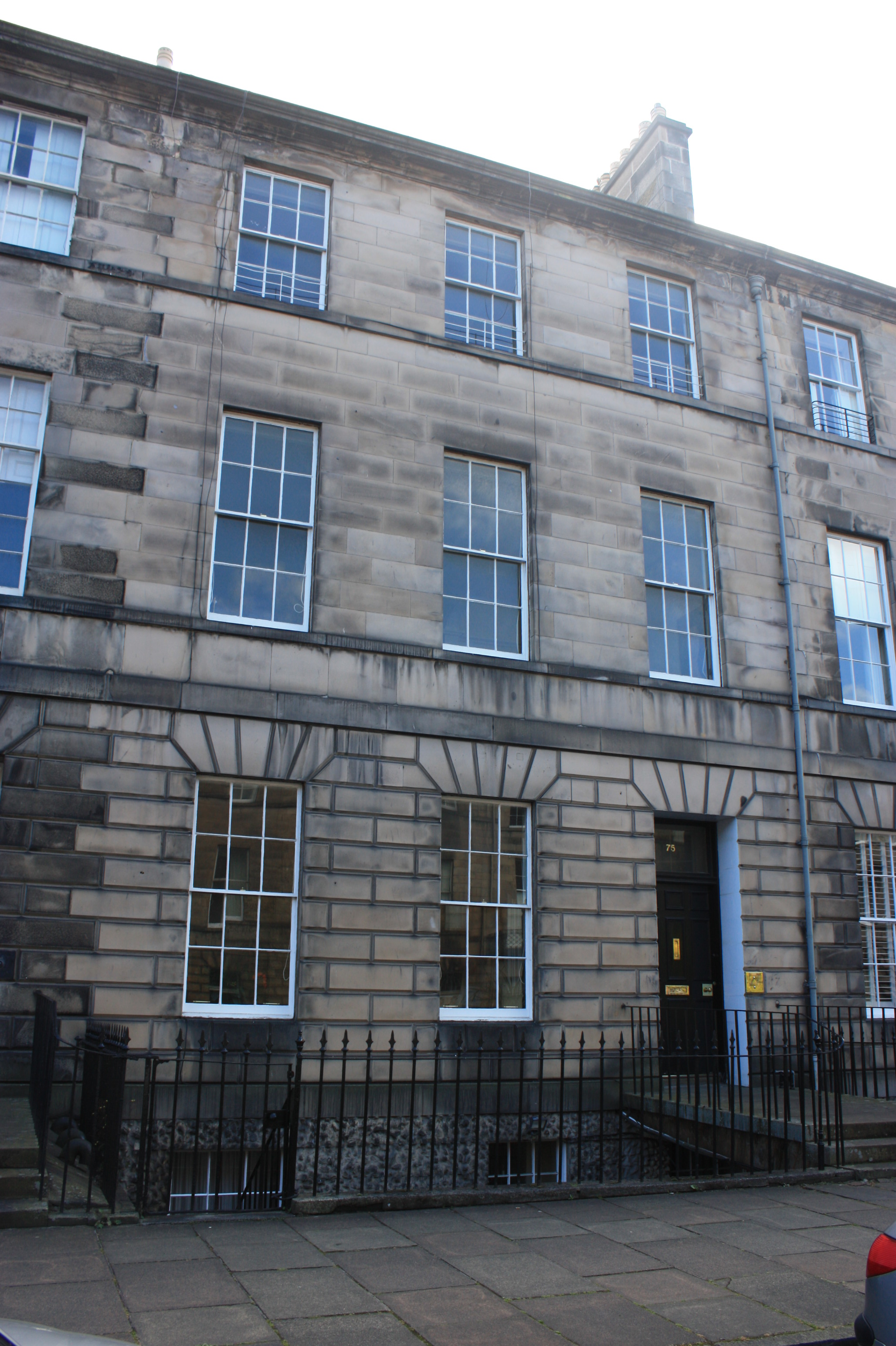
La maison de Skene au 75 Great King Street, Édimbourg

Il est né à Aberdeen le 28 février 1784, fils du professeur George Skene de Rubislaw (1741-1803), professeur de philosophie naturelle au Marischal College et de Jane Moir de Stoneywood.
En 1811, il est nommé avocat de la ville d'Aberdeen à la place de John Burnett Judge Admiral, pour toutes les questions juridiques en Écosse.
En 1823, il est cofondateur du Bannatyne Club avec son beau-frère Sir Henry Jardine (en) et Walter Scott.
En 1829, il est élu membre de la Royal Society of Edinburgh, son proposant étant Alexander Maconochie (Lord Meadowbank) (en). Il est élu solliciteur général d'Écosse en 1834, en remplacement d'Henry Cockburn, Lord Cockburn.
Il vivait au 74 Great King Street dans la deuxième ville nouvelle d'Édimbourg et y meurt le 2 avril 1835, à seulement 51 ans. Il est enterré au cimetière de New Calton, à l'est du centre-ville. Le monument en marbre extrêmement fin est sculpté par Patric Park (en).

## Famille
Il y a parfois confusion entre la famille d'Andrew Skene et celle de James Skene de Rubislaw.
James Skene est le plus jeune enfant survivant de George Skene de Rubislaw (1736-1776), propriétaire terrien de l'Aberdeenshire et ancien avocat, et de Jean Skene (née Moir de Stoneywood) (1741-1820). Andrew Skene ne s'est jamais marié.
Il est peint par Colvin Smith en 1835 alors qu'il est solliciteur général. Le tableau est détenu par la National Gallery of Scotland.